# Ionuț Țăran
Ionuț Dorin Țăran (* 8. April 1987 in Toplița, Kreis Harghita) ist ein rumänischer Rennrodler.
Ionuț Țăran lebt in Sărmaș und rodelt seit 1999. Er fährt zusammen mit Cosmin Chetroiu im Doppelsitzer. Seit der Saison 2005/06 tritt das Duo im Rennrodel-Weltcup an. In ihrer ersten Saison belegten sie mit dem 16. Rang in Altenberg ihr bislang bestes Ergebnis in einem Weltcuprennen. In der Gesamtwertung erreichten sie mit Platz 23 ebenfalls ihr bestes bisheriges Ergebnis. Das erste Großereignis, an dem das Doppel teilnahm, war die Rennrodel-Europameisterschaft 2006 in Winterberg. Hier belegten sie Platz 18 im Doppelsitzerwettbewerb und Platz neun im Teamwettbewerb. Bei den kurz darauf stattfindenden Olympischen Spielen von Turin konnten sie erneute 18. werden. Bei den Rennrodel-Weltmeisterschaften 2007 in Igls kamen Chetroiu/Țăran auf Platz 25 und bei den Olympischen Spielen von Vancouver auf Platz 17.